# Кананчук, Татьяна Петровна
Татьяна Петровна Кананчук (род. 2 сентября 1966 Ходорово, Гиженский сельсовет, Славгородский район, Могилёвская область Белорусская ССР, СССР) — белорусский политик, депутат Палаты представителей Национального собрания Беларуси 5 и 6 созывов.

## Биография
Родилась 2 сентября 1966 в посёлке
Ходорово Славгородском районе Могилёвской области.
Получила образование в Могилёвский государственный университет.
Работала учителем математики в Александровской школе Славгородского района Могилевской области, заместителем директора по воспитательной работе школы №1 города Славгорода, директором школы №2 в том же городе, председатель Славгородского районного Совета депутатов[когда?].
В 2012—2016 годах депутат Палаты представителей Национального собрания Беларуси V созывов, была заместителем председателя Постоянной комиссии по вопросам экологии, природопользования и Чернобыльской катастрофы. С 2016 года депутат Палаты представителей Национального собрания Беларуси VI созывов.

## Награды
- Медаль «За трудовые заслуги»[бел.] (2018)
- Медаль «МПА СНГ. 25 лет» (27 марта 2017 года, Межпарламентская ассамблея СНГ) — за заслуги в деле развития и укрепления парламентаризма, за вклад в развитие и совершенствование правовых основ функционирования Содружества Независимых Государств, укрепление международных связей и межпарламентского сотрудничества[5]
- Почётная грамота Совета Межпарламентской Ассамблеи государств — участников Содружества Независимых Государств (21 ноября 2019 года, Межпарламентская ассамблея СНГ) — за активное участие в деятельности Межпарламентской Ассамблеи и её органов, вклад в укрепление дружбы между народами государств — участников Содружества Независимых Государств[6]

## Личная жизнь
Замужем имеет двух детей.